# Африкански чухал
Африкански чухал (Otus senegalensis) е вид птица от семейство Совови (Strigidae).

## Разпространение
Видът е разпространен в Ангола, Бенин, Ботсвана, Буркина Фасо, Бурунди, Гамбия, Гана, Гвинея, Гвинея-Бисау, Джибути, Екваториална Гвинея, Еритрея, Етиопия, Замбия, Зимбабве, Камерун, Демократична република Конго, Кот д'Ивоар, Кения, Либерия, Малави, Мали, Мавритания, Мозамбик, Намибия, Нигер, Нигерия, Руанда, Сенегал, Сиера Леоне, Сомалия, Судан, Свазиленд, Танзания, Того, Уганда, Централноафриканската република, Чад, Южна Африка и Южен Судан.